# Fëdorovskij rajon (Baschiria)
Il Fëdorovskij rajon (in russo Фёдоровский район?) è un rajon (distretto) del Baschiria, nella Russia europea; il capoluogo è Fëdorovka.
Istituito nel 1935, ricopre una superficie di 1.691 chilometri quadrati ed ospita una popolazione di circa 20.000 abitanti.